# المقاعشه الشمالية (عبس)

تعديل مصدري - تعديل

المقاعشه الشمالية هي إحدى قرى عزلة بني ثواب بمديرية عبس التابعة لمحافظة حجة، بلغ تعداد سكانها 145 نسمة حسب تعداد اليمن لعام 2004.